# Goethe-Denkmal (Berlin)

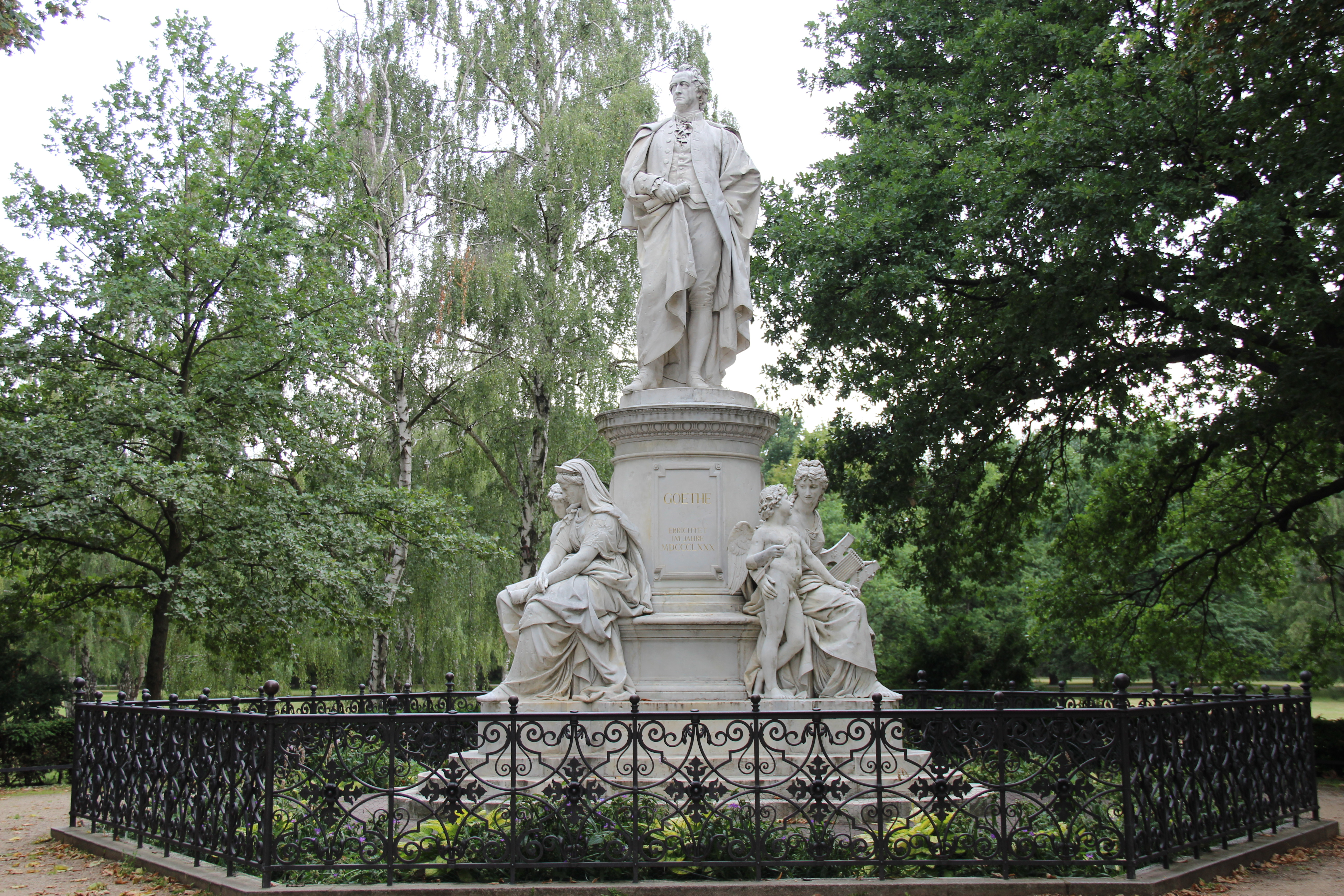
Goethe-Denkmal

Das Goethe-Denkmal am östlichen Rand des Großen Tiergartens in Berlin erinnert an den deutschen Dichter Johann Wolfgang von Goethe (1749–1832). Geschaffen in den Jahren 1876–1880 von Fritz Schaper im Stil des Neobarock, gehört es zu den Werken der Berliner Bildhauerschule.

## Beschreibung
Das Denkmal aus Carrara-Marmor steht an der Ebertstraße am östlichen Rand des Tiergartens, zwischen Brandenburger Tor und Lennéstraße, gegenüber dem Denkmal für die ermordeten Juden Europas. Es erreicht eine Höhe von insgesamt sechs Metern, das Standbild des Dichters auf rundem Sockel ist 2,72 Meter hoch. Auf dem abgestuften Unterbau sind drei allegorische Figurengruppen angeordnet: Für die lyrische Dichtkunst eine Muse mit Leier und einen Eros; für die dramatische Dichtkunst eine sitzende Frauengestalt mit Schreibwerkzeug, neben ihr ein Genius mit der abwärts gewandten Fackel des Todes; für die wissenschaftliche Forschung eine lesende Frau.
Im Zweiten Weltkrieg erlitt das Denkmal einige Schäden. 1959/60 wurde es erstmals restauriert. 1982 verbrachte man das Original in das Lapidarium am Landwehrkanal, um den Marmor vor Verwitterung zu schützen. Eine Betonkopie von Harald Haacke ersetzte 1987 das ausgelagerte Marmororiginal. Auch sie befand sich mehr als 20 Jahre später durch Witterungseinflüsse in schlechtem Zustand. Deshalb wurde beschlossen, das weitaus besser erhaltene Original wieder am ursprünglichen Ort aufzustellen, was die inzwischen stark verbesserte Luftqualität im Tiergarten ermöglichte. Im Rahmen der Wiederaufstellung wurde das Goethe-Denkmal 2009–2012 umfassend restauriert, fehlende Figurenteile ergänzt und der gusseiserne Schutzzaun wiederhergestellt.

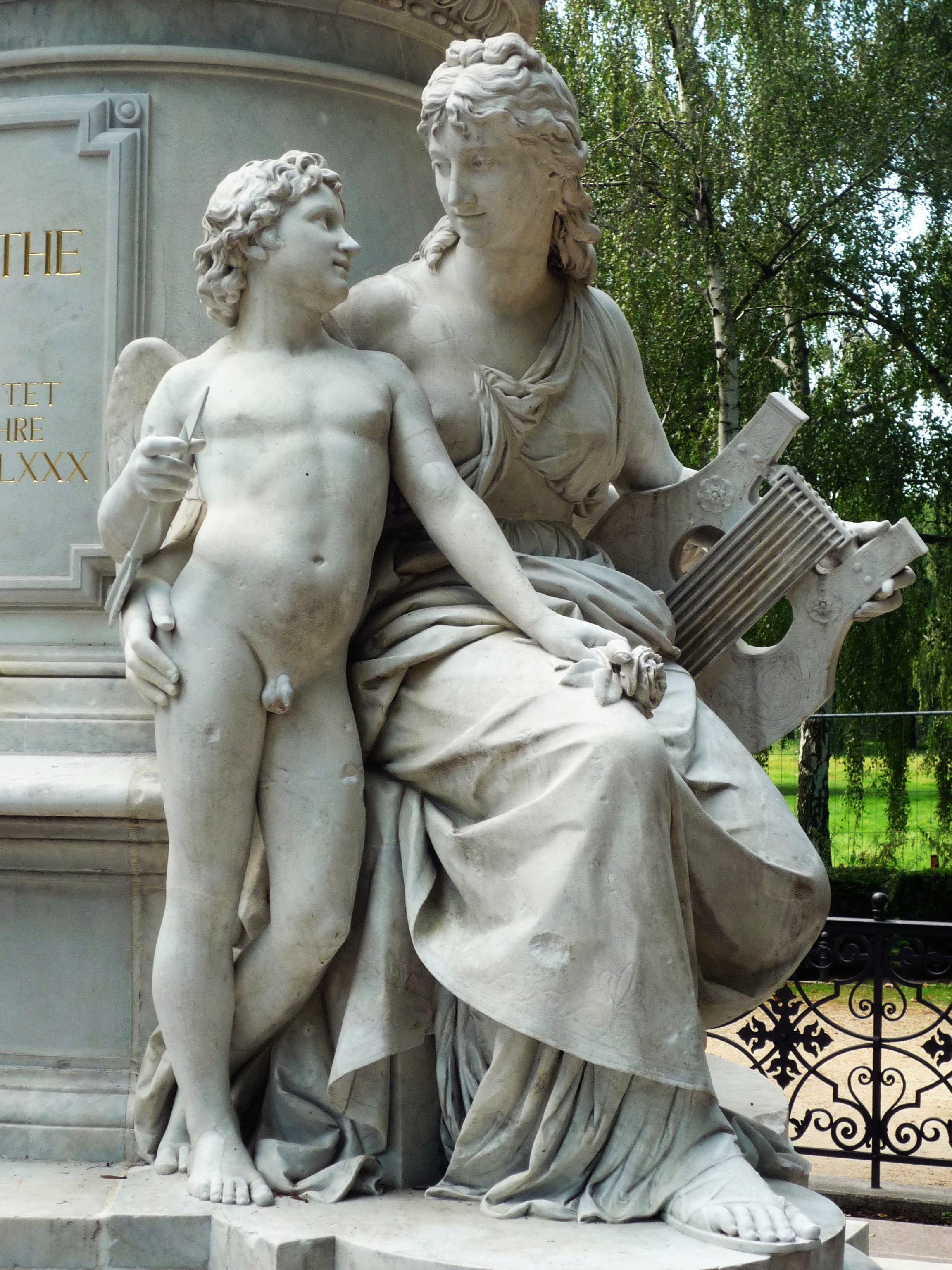
Allegorie der Lyrik
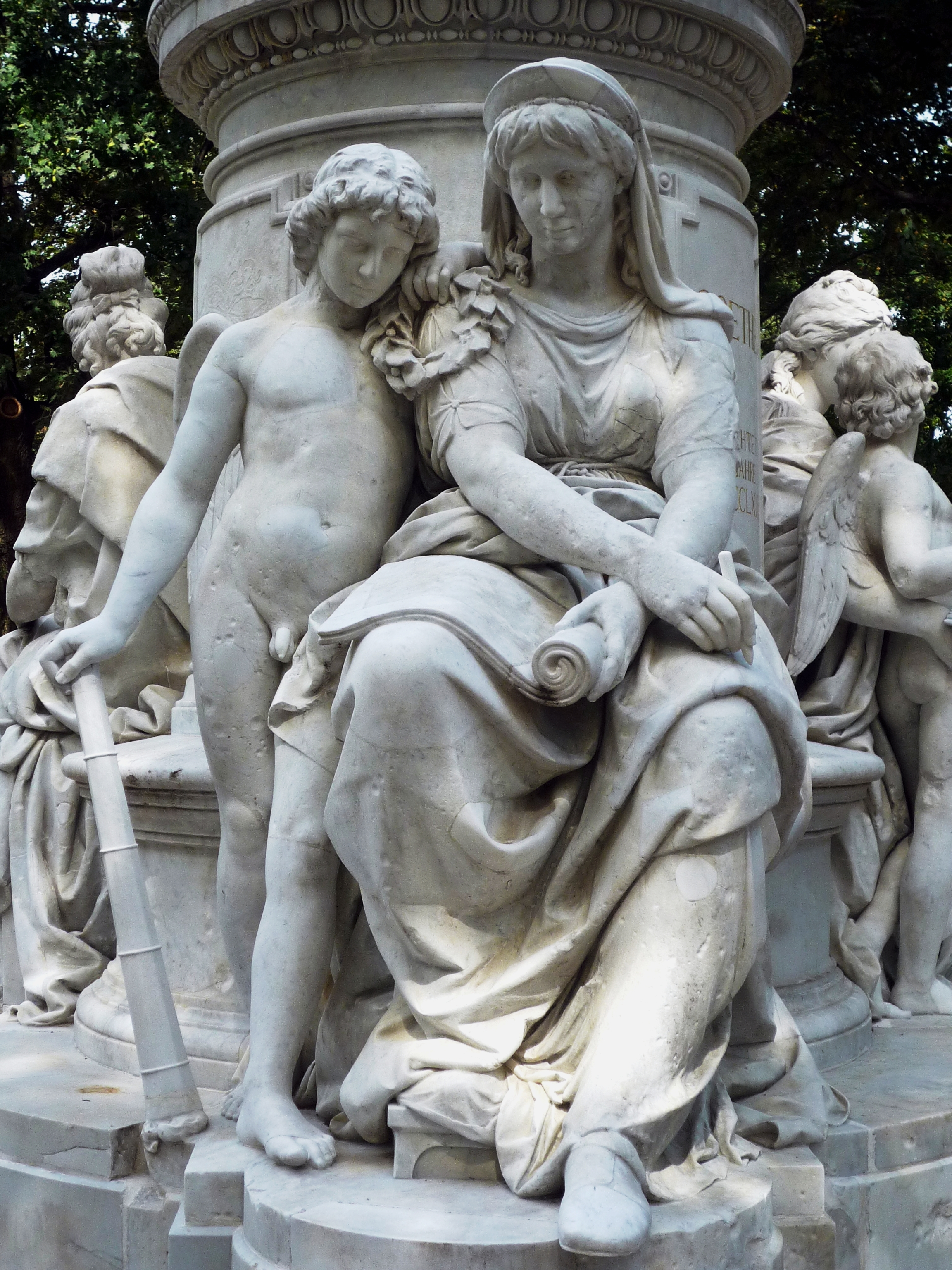
Allegorie der Dramatik
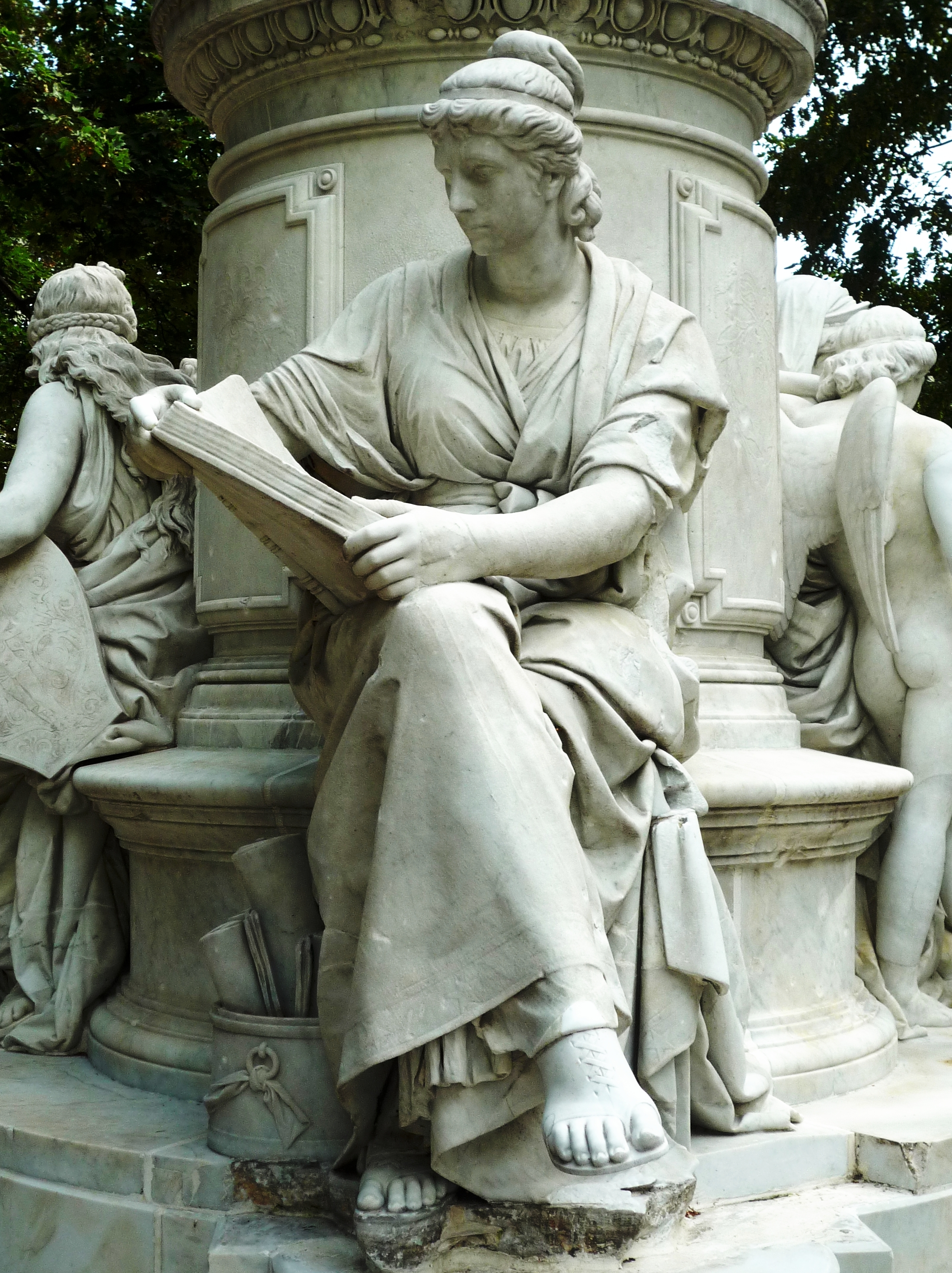
Allegorie der Wissenschaft

## Geschichte
Das Berliner Goethe-Komitee hatte bereits 1860 für die Errichtung eines Goethedenkmals geworben, zunächst aber wenig Resonanz gefunden. So erbrachte beispielsweise ein Aufruf zur finanziellen Unterstützung des Vorhabens durch die Mitglieder der Königlichen Akademie der Wissenschaften im Januar 1861 nur den geringen Betrag von 26 Reichstalern. Dennoch beschloss man 1861, Denkmäler für die Dichter Goethe, Schiller und Lessing zu errichten. Nachdem 1871 das Schillerdenkmal auf dem Gendarmenmarkt realisiert war, folgten 1880 das Goethe-Denkmal und 1890 das Lessing-Denkmal im Tiergarten.
Nach einem Wettbewerb wurden im Mai 1872 fünfzig Entwürfe öffentlich vorgestellt und begutachtet. Der Entwurf des damals noch relativ unbekannten Fritz Schaper, der später jedoch ein prominenter Vertreter der Berliner Bildhauerschule werden sollte, erhielt beim Publikum große Zustimmung. Das Denkmal-Komitee konnte sich jedoch nicht für einen Entwurf entscheiden, sondern empfahl die Überarbeitung der vier besten Entwürfe. 1873 erging schließlich der Auftrag an Schaper, die Ausführung erfolgte in den Jahren 1876 bis 1880. Der Bildhauer hatte zunächst einen jugendlichen Goethe modelliert, in der Endfassung zeigte er ihn in fortgeschrittenem Alter von etwa 40 Jahren. Am 2. Juni 1880 fand die feierliche Enthüllung des Denkmals statt, anwesend waren zahlreiche prominente Persönlichkeiten, darunter die kaiserliche Familie.

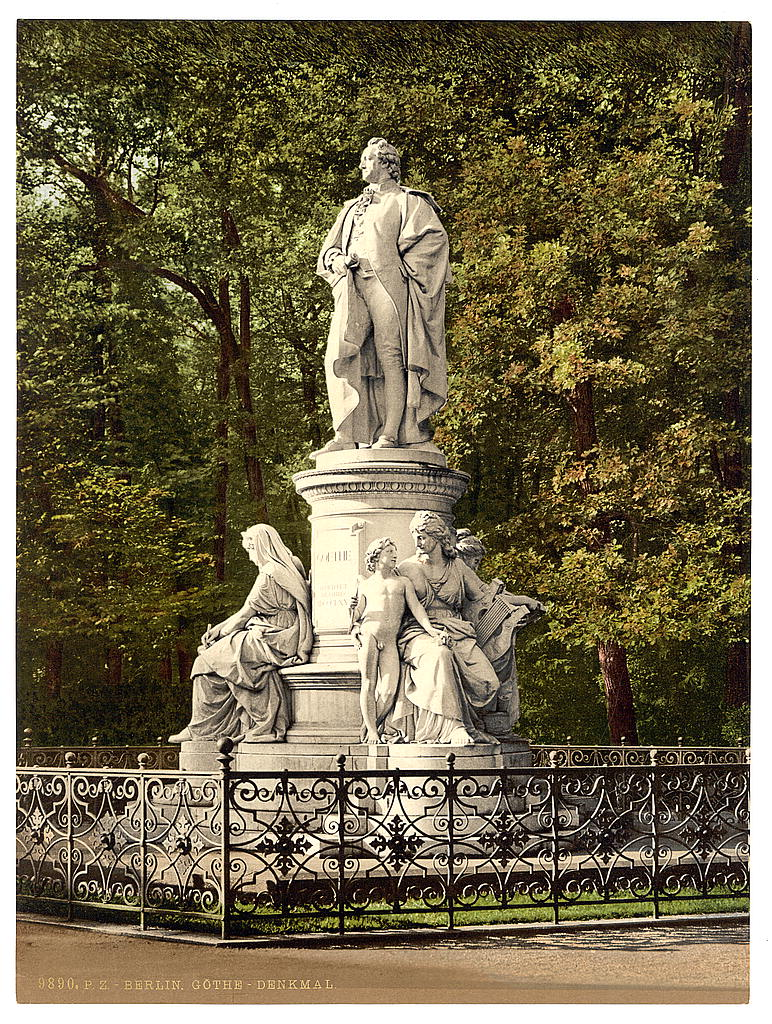
Ansicht des Denkmals um 1900
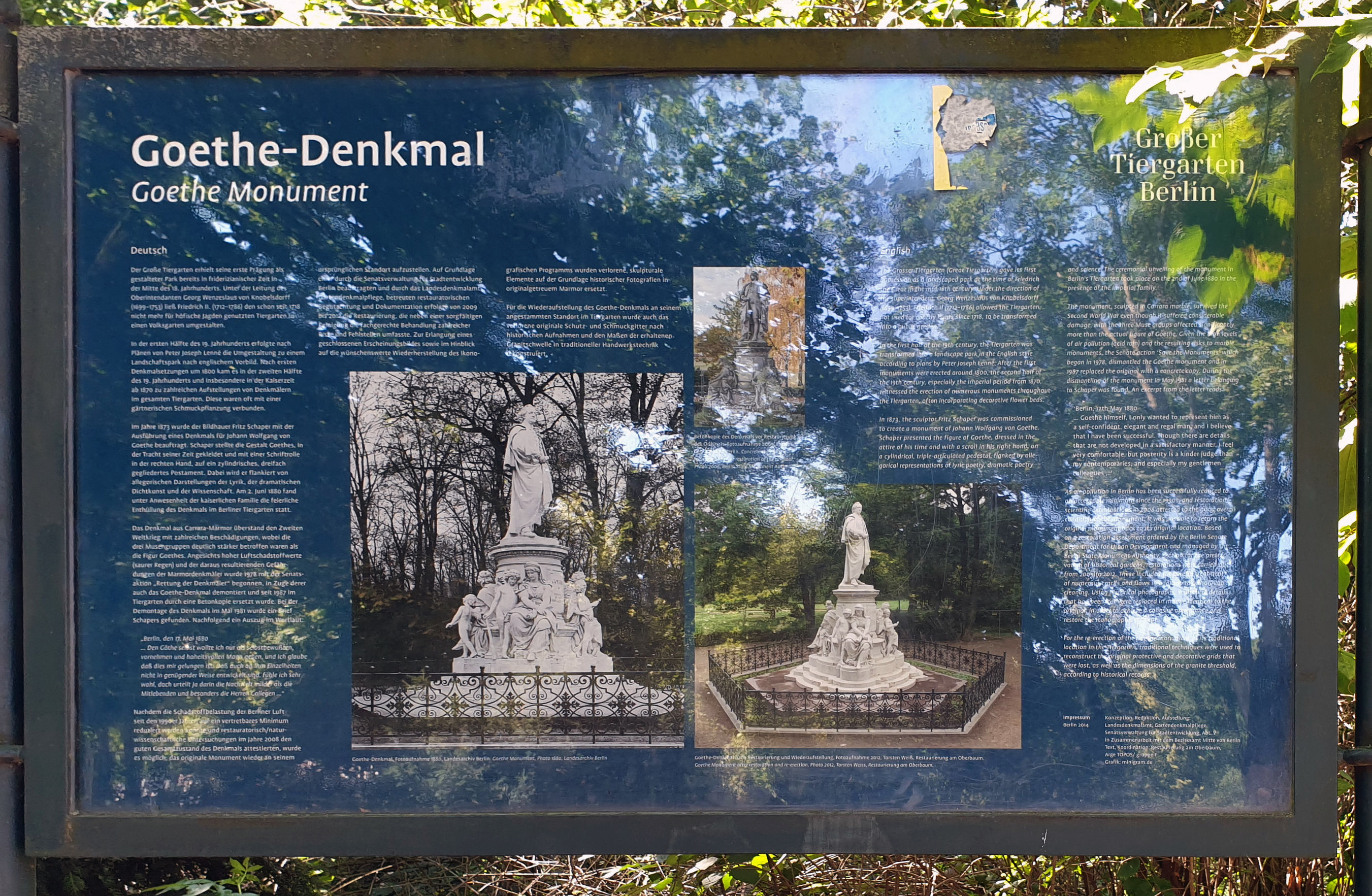
Infotafel
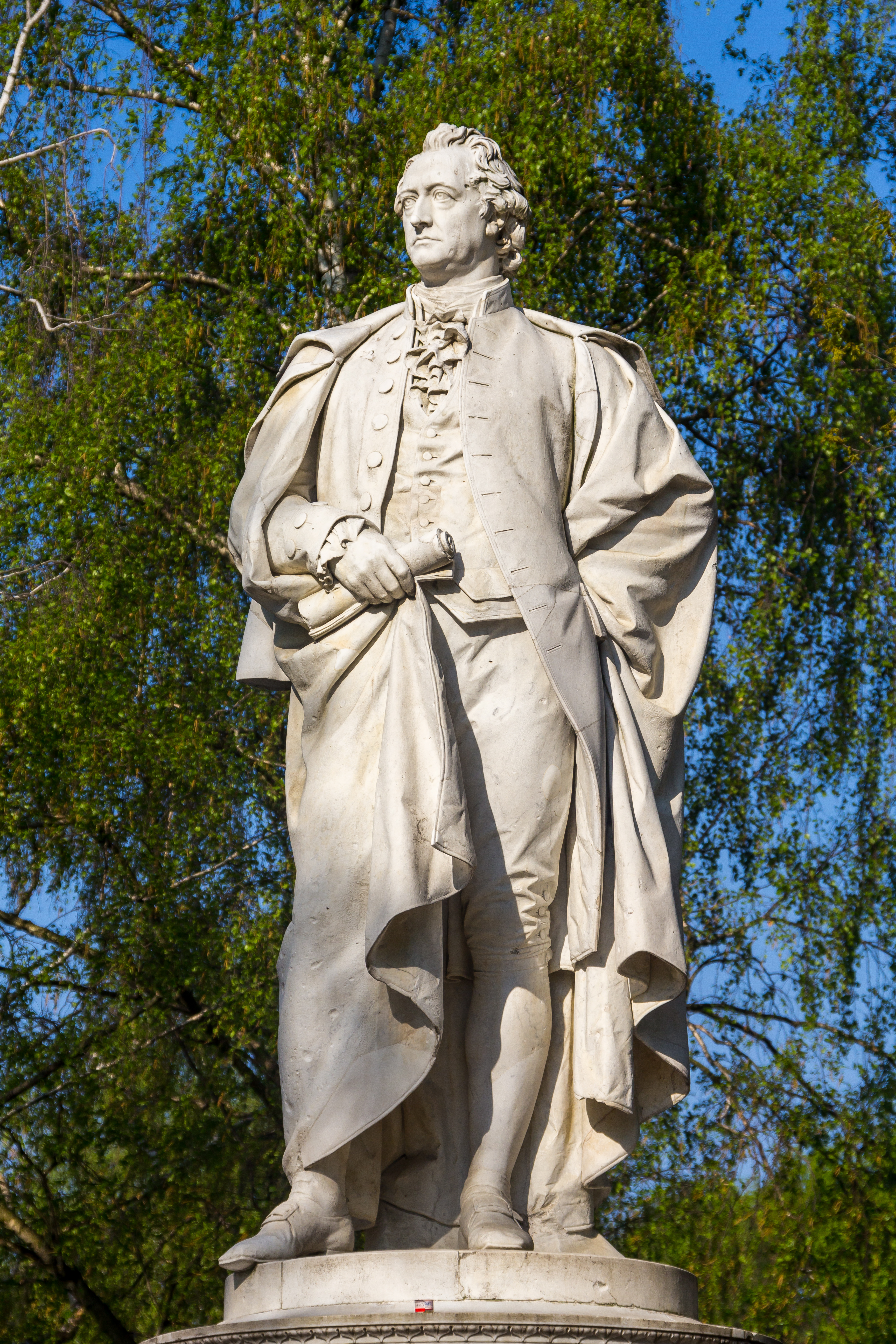
Johann Wolfgang von Goethe

## Trivia
Auf die Frage, ob ihm denn überhaupt noch etwas gefalle, antwortete Theodor Fontane am Schluss eines Gedichtes auch das Goethe-Denkmal im Tiergarten: „… ein Spaziergang durch die Laesterallee, Paraden, der Schapersche Goethekopf und ein Backfisch mit einem Mozartzopf.“
Für den Hauptsitz des  Lotte-Konzerns im Park hinter Lotte World Tower in Seoul wurde im Jahr 2016 eine originalgetreue Kopie des Goethe-Denkmals in Bronze angefertigt. Der Lotte-Konzern erhielt seinen Namen nach der Hauptperson „Lotte“ (Charlotte) im Roman Die Leiden des jungen Werthers von Johann Wolfgang von Goethe aus dem Jahr 1774, dessen Lektüre den Firmengründer Shin Kyuk-ho 1941 im Alter von 19 Jahren begeistert hatte. Um den Marmor des Originals im Tiergarten zu schonen, wurde die Kopie für Seoul im 3D-Verfahren hergestellt.